# ウッド・グリーン駅
ウッド・グリーン駅（ウッド・グリーンせん、英語: Wood Green tube station）は、ロンドン地下鉄のピカデリー線の駅である。1932年9月19日に開業。ロンドン北のハーリンゲイ区 のウッド・グリーンに位置している。トラベルカード・ゾーンは4に属する。

## 隣の駅
ロンドン交通局
ロンドン地下鉄
■ピカデリー線
本線
ターンパイク・レーン駅 - ウッド・グリーン駅 - バウンズ・グリーン駅

## ギャラリー

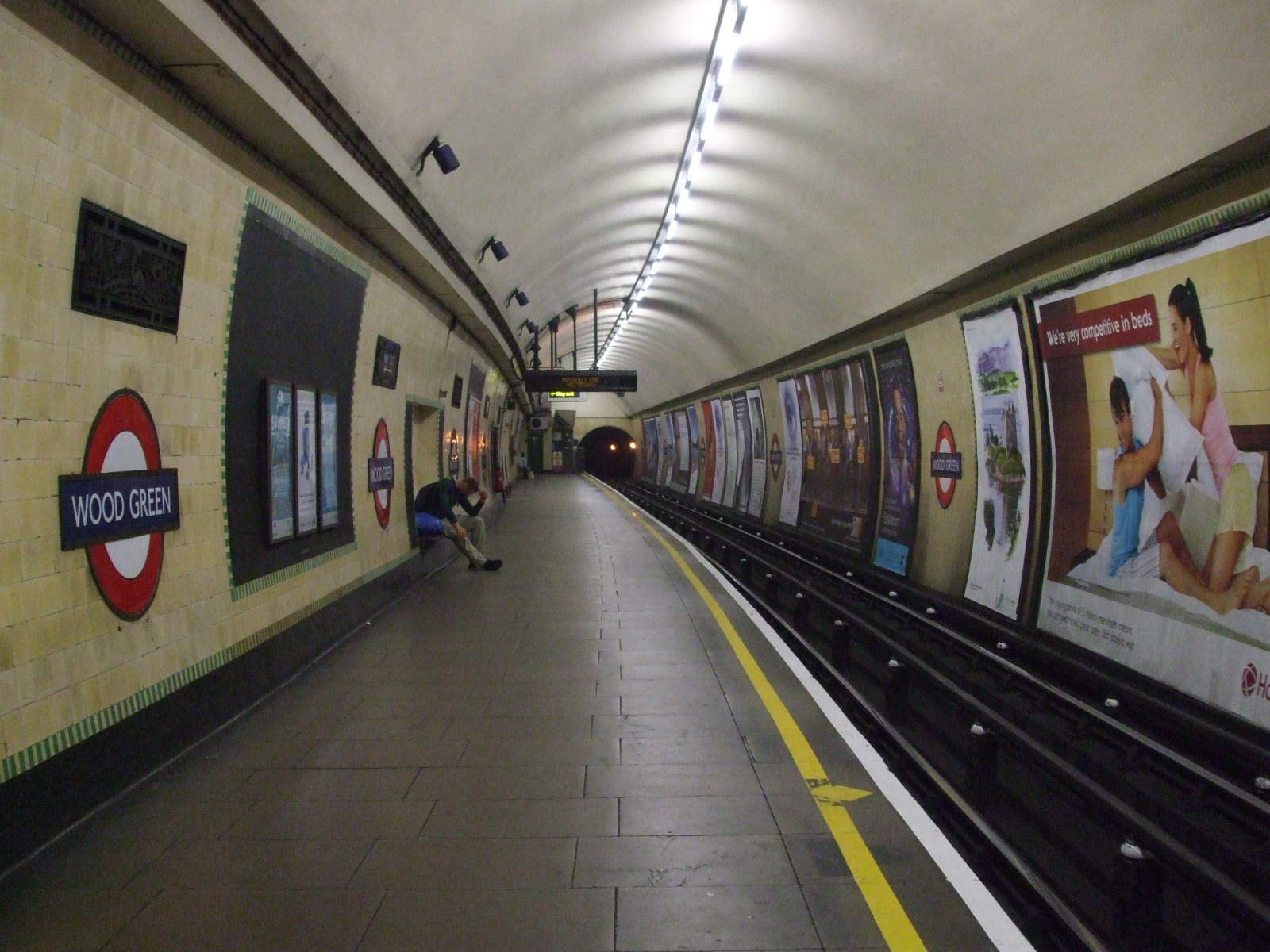
西方向（実際は南方向）のプラットホームを北から見る。
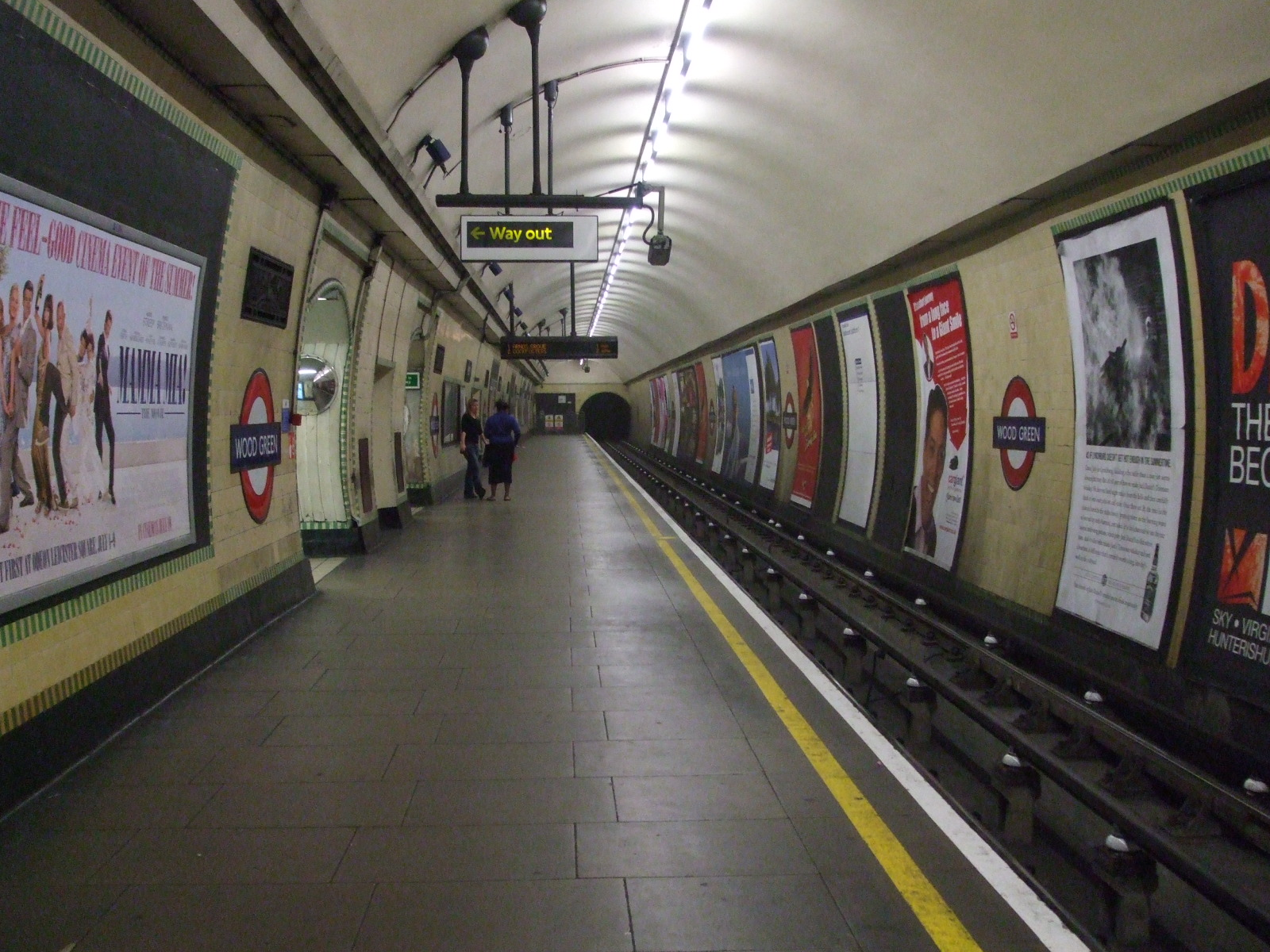
東方向（実際は北方向）のプラットホームを南から見る
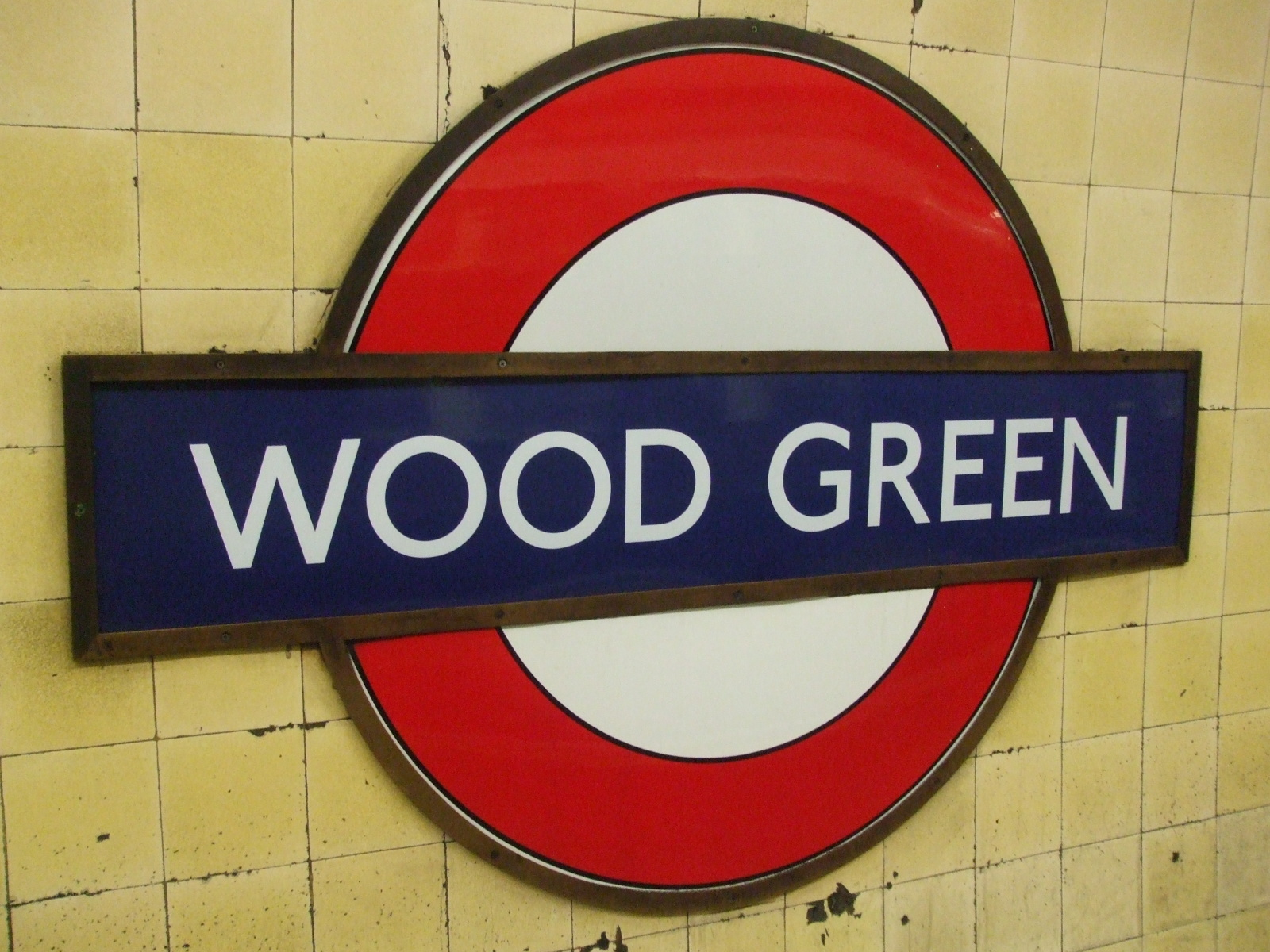
プラットホームにあるロゴマーク